# Mean Mr. Mustard
«Mean Mr. Mustard» (с англ. — «Скупой господин Мастард») — песня группы «Битлз», написанная Джоном Ленноном (авторство приписано Леннону и Маккартни). Песня была записана как единое целое с песней «Sun King», вместе с которой она входит в состав длинного попурри на второй стороне альбома Abbey Road.

## История песни
Песня была написана во время пребывания группы в Индии. По словам Леннона, она была навеяна газетной заметкой о человеке, который прятал свои деньги «не в носу, а в кое-каком другом месте». Сам Леннон не слишком ценил эту композицию, отозвавшись о ней в фильме «Антология The Beatles» как о «небольшой чепухе, которую я написал в Индии». Изначально песня планировалась ко включению в «Белый альбом», однако до июля 1969 года к её студийной записи не приступали.
Демоверсия песни была записана в мае 1968 года в доме Джорджа Харрисона в Эшере (данная версия была опубликована на альбоме Anthology 3 и в юбилейном издании «Белого альбома» 2018 года). В этой версии сестру господина Мастарда звали Ширли. Леннон позже изменил имя Ширли на Пэм для того, чтобы обеспечить более естественный переход к последующей композиции на альбоме («Polythene Pam»). Кроме этого, исходная версия песни была более акустической по звучанию и длилась более четырёх минут.
Изначально предполагалось, что данная песня будет заканчиваться в ре мажоре, после чего за ней будет звучать композиция «Her Majesty». Однако, по мере работы над альбомом было решено поместить «Her Majesty» в самый конец альбома, в связи с чем переход от «Mean Mr. Mustard» к последующей песне «Polythene Pam» звучит довольно резко. Финальный аккорд из записанной версии песни всё же звучит на альбоме как открывающий композицию «Her Majesty» (которая в последующем имеет лишь чисто акустическое сопровождение).

## Запись песни
Работа над песней выполнялась ещё в январе 1969 года во время студийных сессий, посвящённых рабочему альбому «Get Back», однако записанные тогда дубли не были как-либо использованы.
Студийная работа над окончательной версией песни (в студии «Эбби Роуд») началась 24 июля 1969 года, когда было записано 35 дублей базового ритм-трека. 25 и 29 июля были записаны многочисленные добавочные партии. Песня записывалась как единое целое с предшествующей композицией «Sun King».
В записи участвовали:
- Джон Леннон — многократно записанный и сведённый основной вокал, ритм-гитара, маракасы
- Пол Маккартни — подголоски, бас-гитара, фисгармония, пианино, ленточные петли
- Джордж Харрисон — соло-гитара
- Ринго Старр — ударные, бонго, бубен
- Джордж Мартин — орга́н Лоури (Lowrey organ)

## Другие версии песни
В фильме «Оркестр клуба одиноких сердец сержанта Пеппера» песня звучит от лица одноимённого персонажа (в исполнении Фрэнки Хоуэрда) и его роботов-спутников (их партию исполняет группа Bee Gees).

## Интересный факт
Начиная с девятой секунды композиции на левой дорожке хорошо слышна партия бубна. Однако, начиная с 24-й секунды и до конца песни она то затухает, то вновь становится слышной. Легко заметить, что она затухает в то время, когда звучит бэк-вокал Маккартни. Вероятней всего, это не было задумано, а являлось лишь каким-то студийным дефектом записи (вероятно, какой-то проблемой с аудио-компрессором, занижавшим уровень бубна при звучании более громкой партии бэк-вокала).

## Примечание
1. ↑  Поскольку композиции «Sun King» и «Mean Mr. Mustard» записывались как единое целое, Иэн Макдональд приводит лишь сводные данные о том, кто на чём играл (по отношению к обоим композициям одновременно). Данное описание, таким образом, относится не конкретно к композиции «Mean Mr. Mustard», а к ней вместе с «Sun King» в целом.